# BP Весов
BP Весов (лат. BP Librae) — одиночная переменная звезда в созвездии Весов на расстоянии (вычисленном из значения параллакса) приблизительно 10504 световых лет (около 3221 парсеков) от Солнца. Видимая звёздная величина звезды — от +16,2m до +11,1m.

## Характеристики
BP Весов — красная пульсирующая переменная звезда, мирида (M) спектрального класса Me.